# Lochkovium
| ❮ | System    | Serie       | Stufe      | ≈ Alter (mya) |
| - | --------- | ----------- | ---------- | ------------- |
| ❮ | später    | später      | später     | jünger        |
| ❮ | D e v o n | Oberdevon   | Famennium  | 358,9 ⬍ 372,2 |
| ❮ | D e v o n | Oberdevon   | Frasnium   | 372,2 ⬍ 382,7 |
| ❮ | D e v o n | Mitteldevon | Givetium   | 382,7 ⬍ 387,7 |
| ❮ | D e v o n | Mitteldevon | Eifelium   | 387,7 ⬍ 393,3 |
| ❮ | D e v o n | Unterdevon  | Emsium     | 393,3 ⬍ 407,6 |
| ❮ | D e v o n | Unterdevon  | Pragium    | 407,6 ⬍ 410,8 |
| ❮ | D e v o n | Unterdevon  | Lochkovium | 410,8 ⬍ 419,2 |
| ❮ | früher    | früher      | früher     | älter         |

Das Lochkovium (auch Lochkov, Lochkovien); ist die älteste chronostratigraphische Stufe des Unterdevons. Das Lochkovium repräsentiert geochronologisch ein vor etwa 419,2 Millionen Jahren beginnendes und vor etwa 410,8 Millionen Jahren endendes Zeitintervall in der Erdgeschichte. Es löst das obersilurische Pridolium ab und wird vom jüngeren Pragium gefolgt.

## Namensgebung und Geschichte
Die Stufe ist nach dem Ortsteil Lochkov im Südwesten von Prag benannt. 1958 wurde das Lochkovium in der „Prager Arbeitstagung“ als mit dem Lochkov-Kalk korrespondierende Stufe definiert und dem obersten Silur zugerechnet. Während des 24. Geologischen Kongresses in Montreal wurde das Lochkovium international als ältester Anteil des Devons akzeptiert.

## Definition und GSSP
Die Basis des Lochkoviums und damit der Beginn des Devons ist in der Prager Mulde südwestlich der tschechischen Hauptstadt definiert. Das Lochkovium beginnt mit der Bank 20 am Abhang Klonk etwa 35 Kilometer südwestlich von Prag. Dort befindet sich der sogenannte GSSP (Global Stratotype Section and Point (Globaler Eichpunkt für Stratotypen)). In der Bank 20 erscheint erstmals der Graptolith Monograptus uniformis.

## Untergliederung
Das Lochkovium wird in vier Conodonten-Biozonen untergliedert:
- Pedavis pesavis-Zone
- Ozarkodina delta-Zone
- Ozarkodina eurekaensis-Zone
- Icriodus woschmidti/Icriodus postwoschmidti-Zone